# Mellersta Böhmen
Mellersta Böhmen (tjeckiska: Středočeský kraj) är den största administrativa regionen i Tjeckien. Prag är administrativ huvudort, men utgör en separat region.

## Distrikt
- Benešov
- Beroun
- Kladno
- Kolín
- Kutná hora
- Mělník
- Mladá Boleslav
- Nymburk
- Praha-východ
- Praha-západ
- Příbram
- Rakovník

## Hetman
- Petr Bendl, Medborgardemokraterna, 18 december 2000–24 november 2008
- David Rath, Tjeckiens socialdemokratiska parti, 24 november 2008–16 maj 2012
- Zuzana Moravčíková, Tjeckiens socialdemokratiska parti, 6 april 2012–20 november 2012
- Josef Řihák, Tjeckiens socialdemokratiska parti, 20 november 2012–23 juni 2014
- Miloš Petera, Tjeckiens socialdemokratiska parti, 27 juni 2014–18 november 2016
- Jaroslava Jermanová, ANO 2011, 18 november 2016–16 november 2020
- Petra Pecková, 16 november 2020–

Denna lista hämtas från Wikidata. Informationen kan ändras där.